# Pirates Well
Pirates Well är en ort i Bahamas.   Den ligger i distriktet Mayaguana District, i den sydöstra delen av landet, 500 km sydost om huvudstaden Nassau. Pirates Well ligger 5 meter över havet och antalet invånare är 217. Den ligger på ön Mayaguana Island.
Terrängen runt Pirates Well är mycket platt. Havet är nära Pirates Well åt nordost. Trakten runt Pirates Well är nära nog obefolkad, med mindre än två invånare per kvadratkilometer.. Närmaste större samhälle är Abraham's Bay, 12,6 km sydost om Pirates Well. 
Omgivningarna runt Pirates Well är en mosaik av jordbruksmark och naturlig växtlighet.